# Тырныауз
Тырныа́уз (карач.-балк. Тырныауз) — город в Кабардино-Балкарской Республике Российской Федерации. Административный центр Эльбрусского района. Образует одноимённое городское поселение.
Является самым высокогорным городом Российской Федерации.

## География
Город расположен в юго-западной части республики, по обоим берегам реки Баксан. Находится в 90 км к юго-западу от города Нальчик и в 40 км к северо-востоку от горы Эльбрус. Через Тырныауз, вдоль долины реки Баксан проходит автомобильная дорога «Баксан-Эльбрус», ведущая в Приэльбрусье. Рядом протекает одноимённая речка Тырныауз.
Площадь территории городского поселения составляет 61,8 км², из них около четверти приходится на городскую черту.
Граничит с землями сельских поселений: Былым на севере и Верхний Баксан на юге.
Город расположен в горной части республики, на высоте более 1300 метров над уровнем моря, и является одним из наиболее высоко расположенных городов России. Рельеф представляет собой изрезанную хребтами местность, с узкими ущельями в долинах рек. Фактически весь город расположен в долине Баксанского ущелья, за исключением части микрорайона Герхожан, который заходит в боковое ущелье одноимённой реки. Высшей точкой городского поселения является гора Тотурбаши (2786 м.). Перепады высот значительны и колеблются в пределах 1500—2000 метров.
Недра территории городского поселения богаты месторождениями вольфрама, молибдена, строительного гипса, различного вида мрамора (в том числе чёрного), высокопрочных гранитогнейсов, облицовочных гранитов, талька, полевошпатного сырья, кровельных сланцев, аплита (фарфорового камня), аргаллитовых глин, извести и других полезных ископаемых. Объём рентабельных запасов Тырныаузского месторождения может обеспечить до одной трети потребности экономики Российской Федерации в вольфрамо-молибденовом сырье.
Гидрографическая сеть в пределах города представлены реками Баксан и Герхожан-су, а также стекающими с хребтов более мелкими ручьями. Имеются источники и месторождения минеральных вод.
Климат умеренный. Из-за близости гор и расположенности в ущелье, климат в городе резко отличается от климата предгорной и равнинной части республики. В начале весны с резкими перепадами температур с гор дуют сильные сухие ветры (фён). Средняя температура колеблется от +16,5°С в августе до −4,5°С зимой. Среднегодовая температура воздуха — 6,5°С. Среднегодовое количество осадков составляет около 850 мм.

## Этимология
По версии Дж. Н. Кокова, топоним можно перевести с карачаево-балкарского языка как «журавлиное ущелье», где турна — «журавль», аўуз — «ущелье». Название «журавлиное ущелье» определяется в таком случае тем, что журавли летят низко над рекой, по ущелью, при низкой облачности и туманах. По П. С. Рототаеву, в названии присутствует балкарское слово тырна — «царапать» (тырнаууч — «борона», «грабли»). До постройки города местность представляла собой широкую долину, сильно заваленную галечником, по днищу которой проходила борона. Впоследствии было трансформировано слово тырнаууч, или к слову тырна прибавилось слово аўуз — «ущелье», «теснина». Таким образом, топоним можно перевести как «взбороненное ущелье». Это название переводили раньше, как «ущелье ветров», хотя такой перевод необоснован.

## История
Город основан как село Герхожан в 1934 году, при открытии Тырныаузского вольфрамо-молибденового месторождения. До этого на территории современного города были расположены селения — Герхожан, Камук, Тотур и Эль-Джурт.
В 1937 году в верховьях Баксанского ущелья началось строительство первых комбинатов. В том же году село Герхожан было переименовано в рабочий посёлок Нижний Баксан.
8 февраля 1941 года при Тырныаузском комбинате начал функционировать исправительно-трудовой лагерь с прямым подчинением Главному управлению лагерей горно-металлургических предприятий. Месторождение перешло под контроль НКВД. Узники лагеря занимались обслуживанием Тырныаузского комбината: добычей руды, выпуском молибденового концентрата, строительством 2-й и 3-й очередей комбината, геологоразведочными работами. Труд заключённых использовался и для строительства Былымской электростанции и Былымского угольного месторождения.
В ноябре 1942 года заключённые лагеря и остальные работники комбината в связи с наступлением немецких войск были эвакуированы в Грузию. В посёлке Верхний Баксан после возвращения из эвакуации, в 1943 году расположилось управление Тырныаузского комбината и исправительно-трудового лагеря. 8 марта 1944 года местное население региона — балкарцы, подверглось насильственной депортации в Центральную Азию. Лагерь продолжал действовать до 24 сентября 1945 года. В последний год существования ИТЛ в Тырныаузе в нём содержался 5301 заключённый.
Указом Президиума Верховного Совета РСФСР от 10 июня 1955 года рабочий посёлок Нижний Баксан Эльбрусского района Кабардинской АССР был преобразован в город районного подчинения, с присвоением ему наименования — город Тырныауз. В 1957 году после выхода Указа Президиума Верховного Совета СССР «О снятии ограничений в правовом положении крымских татар, балкарцев, турок — граждан СССР, курдов, хемшилов и членов их семей, выселенных в период Великой Отечественной войны», балкарцы вернулись в родные места. Жители поселка Нижний Баксан (Герхожан) и прилегающих к нему селений обосновались в Тырныаузе. В 1963 году город получил статус города республиканского (АССР) подчинения.
В 1958 году в состав Тырныаузского городского совета были включены восстановленные населённые пункты, расположенные выше по ущелью. В 1995 году Тырныауз переведён в город районного подчинения и преобразован в административный центр новообразованного Эльбрусского района. Тогда же из состава Тырныаузского горсовета, в самостоятельные административные единицы были выделены сельские поселения — Верхний Баксан и Эльбрус.
С распадом СССР и закрытием Тырныаузского молибденового комбината, наметился быстрый отток населения из города, и в период переписей с 1989 по 2002 года, город потерял треть своего населения. Быстрому сокращению населения города также способствовала череда селевых оползней летом 2000 года.
В настоящее время население города продолжает медленно сокращаться. Делаются попытки по восстановлению вольфрамо-молибденового комбината, для возвращения прежнего значения города (существует план по строительству железнодорожной ветки протяжённостью 95 км от станции Солдатская, что должно весьма поспособствовать указанному восстановлению ГОК-а).
В 2017 году было создано ООО «Эльбрусский горнорудный комбинат», в виде дочерней компании госкорпорации «Ростех». В планах компании к 2023 году возобновить эксплуатацию Тырныаузского месторождения. Проект будет осуществляться в несколько этапов. На первом — была получена лицензия на право пользования недрами, оценены запасы и разработано технико-экономическое обоснование, приобретена собственность «Тырныаузского вольфрамо-молибденового комбината». На втором этапе, в 2021 году, начнется строительство зданий и сооружений, обустройство дорог.

## Тырныаузская трагедия
18 июля 2000 года в 23:15 из урочища Герхожан на Тырныауз хлынул мощный селевой поток. По данным МЧС России, 18 и 19 июля в результате прохождения селевых потоков произошло затопление жилых домов и разрушен автомобильный мост через реку Баксан. Из-за угрозы повторного схода селевого потока было принято решение временно отселить жителей трёх домов. Всего из поврежденных домов было отселено 930 человек. Силами МЧС России был восстановлен пешеходный мост в центральной части города, а также установлен понтонный мост через реку Герхожан-Су. Комплекс проведенных мероприятий позволил восстановить систему жизнеобеспечения. В ходе селевых потоков 8 человек погибли, 8 были госпитализированы. Почти 40 человек числилось пропавшими без вести.
Kатастрофический сель в июле 2000 года
- Тырныауз 2000 01
- Тырныауз 2000 02

## Население
| 1967    | 1970    | 1979    | 1989    | 1992    | 1996    | 1998    | 2000    | 2001    | 2002    |
| ------- | ------- | ------- | ------- | ------- | ------- | ------- | ------- | ------- | ------- |
| 17 000  | ↗18 253 | ↗21 050 | ↗30 778 | ↗31 100 | ↘27 400 | ↘26 800 | ↘26 100 | ↘25 700 | ↘21 092 |
| 2003    | 2005    | 2006    | 2007    | 2008    | 2009    | 2010    | 2011    | 2012    | 2013    |
| ↗21 100 | ↘20 500 | ↘20 400 | ↘20 200 | ↘20 100 | ↘20 085 | ↗21 000 | →21 000 | ↘20 781 | ↘20 706 |
| 2014    | 2015    | 2016    | 2017    | 2018    | 2019    | 2020    | 2021    | 2023    | 2024    |
| ↘20 492 | ↗20 544 | ↗20 551 | ↗20 574 | ↘20 566 | ↘20 513 | ↗20 568 | ↗22 056 | ↗22 061 | ↗22 242 |
| 2025    |         |         |         |         |         |         |         |         |         |
| ↗22 334 |         |         |         |         |         |         |         |         |         |

На 1 января 2025 года по численности населения город находился на 608-м месте из 1124 городов Российской Федерации.
Плотность — 361.39 чел./км².
Национальный состав
По данным Всероссийской переписи населения 2010 года:
| Народ      | Численность, чел. | Доля от всего населения, % |
| ---------- | ----------------- | -------------------------- |
| балкарцы   | 10 941            | 52,10 %                    |
| русские    | 4863              | 23,16 %                    |
| кабардинцы | 3175              | 15,12 %                    |
| татары     | 333               | 1,59 %                     |
| лезгины    | 212               | 1,01 %                     |
| украинцы   | 212               | 1,01 %                     |
| другие     | 1264              | 6,02 %                     |
| всего      | 21 000            | 100,0 %                    |

По итогам переписи населения 2020 года проживали следующие национальности (национальности менее 1 % и другое, см. в сноске к строке «Другие»):
| Национальность | Численность, чел. | Доля     |
| -------------- | ----------------- | -------- |
| Балкарцы       | 12 775            | 57,92 %  |
| Русские        | 4679              | 21,21 %  |
| Кабардинцы     | 3089              | 14,01 %  |
| Татары         | 227               | 1,03 %   |
| Другие         | 1286              | 5,83 %   |
| Итого          | 22 056            | 100,00 % |

Поло-возрастной состав
По данным Всероссийской переписи населения 2010 года:
| Возраст, лет | Численность, чел. | Доля от всего населения, % |
| ------------ | ----------------- | -------------------------- |
| 0 — 14       | 3785              | 18,02 %                    |
| 15 — 59      | 14 465            | 68,88 %                    |
| от 60        | 2750              | 13,10 %                    |
| Всего        | 21000             | 100,0 %                    |

Средний возраст — 36,1 лет. Медианный возраст — 34,7 лет.
Мужчины — 9374 чел. (44,6 %), женщины — 11 626 чел. (55,4 %)

## Органы местного самоуправления
Структуру органов местного самоуправления городского поселения составляют:
- Местная администрация (исполнительно-распорядительный орган) — администрация городского поселения Тырныауз. Аппарат местной администрации состоит из 15 человек.
  - И. о. главы местной администрации городского поселения Тырныауз — Чимаев Тахир Муссаевич.
- Представительный орган — Совет местного самоуправления городского поселения Тырныауз. Состоит из 19 депутатов.
  - Глава городского поселения Тырныауз, Председатель Совета местного самоуправления — Толгуров Расул Абдулкеримович.

## Образование
- Центр реабилитации «Особый ребёнок» — ул. Энеева, 11
- Начальная школа Детский сад № 1 — ул. Энеева, 12
- Начальная школа Детский сад № 4 — пр. Эльбрусский, 24
- Начальная школа Детский сад № 6 — пр. Эльбрусский, 80
- Начальная школа Детский сад № 10 — ул. Мичурина, 1
- Гимназия № 5 — ул. Баксанская, 15
- Лицей № 1 — ул. Энеева, 27
- Средняя общеобразовательная школа № 2 — ул. Мира, 11
- Средняя общеобразовательная школа № 3 — пр. Эльбрусский 23
- Средняя общеобразовательная школа № 6 — ул. Заводская, 1

## Здравоохранение
- Районная больница
- Районная поликлиника
- Районная стоматологическая поликлиника

## Культура
- Дом Культуры
- Районный Центр Национальных ремёсел
- Краеведческий музей
- Центральная библиотечная система
- Стадион «Тотур», вмещающий около 2500 зрителей.

## Религия
Ислам
- Центральная городская мечеть

Православие
- Храм Святого великомученика Георгия Победоносца

## Экономика
До распада СССР важную роль в экономике города играл Тырныаузский горно-обогатительный комбинат, который на данный момент фактически заброшен.
Ныне основную роль в экономике города играют частные предприятия, в основном связанные с туризмом.

## Улицы
На территории города зарегистрировано — 1 проспект, 25 улиц и 5 переулков:
Улицы
| Автогаражная 1 |
| Автогаражная 2 |
| Байсултанова   |
| Баксанская     |
| Балкарская     |
| Верхний Аул    |
| Виноградова    |
| Газовая        |
| Гызыева        |

| Заводская  |
| Заречная   |
| Колхозная  |
| Мизиева    |
| Мира       |
| Мичурина   |
| Мусукаева  |
| Набережная |
| Нагорная   |

| Ногмова              |
| Отарова              |
| Разина               |
| Рогачёва             |
| Советская            |
| проспект Эльбрусский |
| Энеева               |
| Этезова              |

Переулки
| Горный   |
| Каменный |

| Кривой     |
| Молодёжный |

| Транспортный |

## Известные уроженцы
- Аккаев Хаджимурат Магомедович — российский тяжелоатлет, призёр Олимпийских Игр в Афинах и Пекине.
- Ахматова Любовь Чепелеуовна — известная балкарская поэтесса, член Союза писателей России.
- Зумакулова Танзиля Мустафаевна — балкарская поэтесса.
- Коков Валерий Мухамедович — первый президент Кабардино-Балкарии (1991—2005).
- Коняев, Игорь Григорьевич — российский театральный актёр, режиссёр, лауреат Государственной премии России.
- Курамагомедов Заур Исматулаевич — российский борец греко-римского стиля, двукратный чемпион России, бронзовый призёр чемпионатов мира и Европы, бронзовый призёр Олимпиады 2012 года в Лондоне.
- Ли, Екатерина Валерьевна — бывшая солистка групп «Фабрика» и «Hi-Fi»[46][47].
- Мухтар Арсланович Хордаев (Хардай) — поэт, исполнитель  и композитор. Лауреат премии "Шансон года 2019", Москва.
- Аппаев Хызыр Хакимович — российский футболист, мастер спорта России.

## В культуре
- В Тырныаузе и его окрестностях снимался фильм 1975 года «Всадник с молнией в руке», посвящённый открытию в 1930-х годах Тырныаузского вольфрамо-молибденового месторождения[48].
- Также в городе и его окрестностях снимались некоторые эпизоды фильмов «Его звали Роберт» (1967), «Белый взрыв» (1969, встречаются утверждения, что фильм снимался не на Кавказе, а в Крыму)[49], ряд короткометражных фильмов[48]. По некоторым данным, в Тырныаузе снимался фильм «Медный ангел» (1984).